# Antti Tuisku

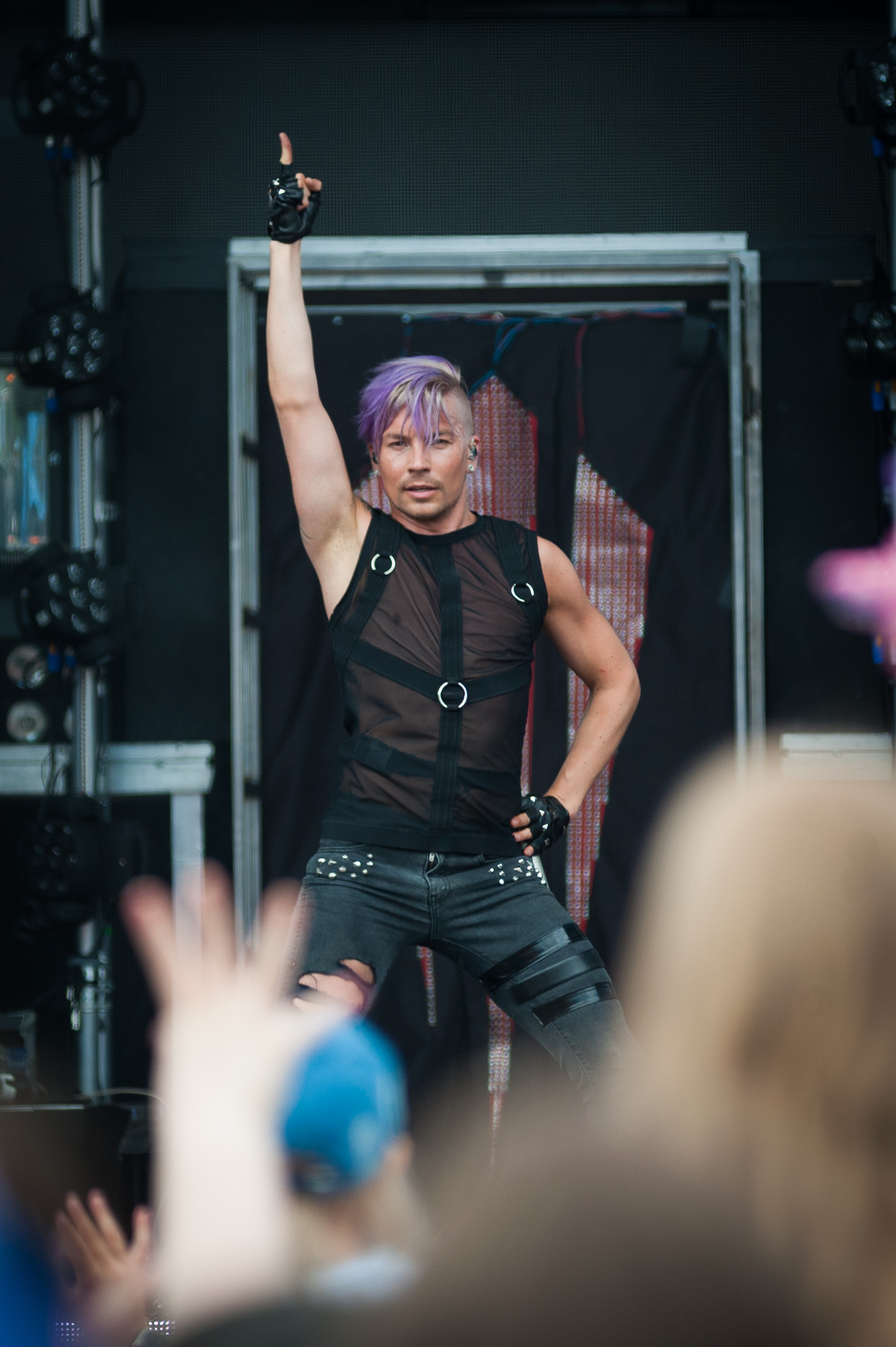
Antti Tuisku (2016)

Antti Tapani Tuisku (* 27. Februar 1984 in Rovaniemi) ist ein finnischer Popsänger, der durch die „Finnish Pop Idols“ (Finnische Version von Deutschland sucht den Superstar), bei denen er den dritten Platz belegte, bekannt wurde. Im Jahre 2006 war er der erste finnische Künstler, der zwei Alben zur gleichen Zeit herausbrachte (New York + Rovaniemi). Zurzeit lebt Antti Tuisku in Helsinki. Im Herbst 2010 wurde er mit Anna-Liisa (Ansku) Bergström Sieger der Tanzshow Tanssii tähtien kanssa (finnische Version von Let’s Dance).
Im Juli 2023 beendete Tuisku seine Karriere als Sänger mit letzter live Show am finnischen Ruisrock Festival.

## Diskografie

### Alben
| Jahr | Titel                        | Höchstplatzierung, Gesamtwochen, AuszeichnungChartsChartplatzierungen (Jahr, Titel, Platzierungen, Wochen, Auszeichnungen, Anmerkungen) | Anmerkungen                                                 |
| Jahr | Titel                        | FI | Anmerkungen                                                 |
| ---- | ---------------------------- | --- | ----------------------------------------------------------- |
| 2004 | Ensimmäinen                  | FI1 Platin · (19 Wo.)FI | Erstveröffentlichung: 15. September 2004 Verkäufe: + 71.163 |
| 2004 | Ensimmäinen Deluxe           | FI3 (8 Wo.)FI |                                                             |
| 2005 | Antti Tuisku                 | FI1 Platin · (20 Wo.)FI | Erstveröffentlichung: 11. Mai 2005 Verkäufe: + 37.520       |
| 2005 | Minun jouluni                | FI3 Gold · (11 Wo.)FI | Erstveröffentlichung: 16. November 2005 Verkäufe: + 25.121  |
| 2006 | New York                     | FI1 Gold · (14 Wo.)FI | Erstveröffentlichung: Oktober 2006 Verkäufe: + 15.009       |
| 2006 | Rovaniemi                    | FI2 (7 Wo.)FI | Erstveröffentlichung: 4. Oktober 2006                       |
| 2007 | Aikaa - Greatest Hits Vol. 1 | FI10 (9 Wo.)FI | Erstveröffentlichung: 31. Oktober 2007                      |
| 2009 | Hengitän                     | FI3 Gold · (13 Wo.)FI | Erstveröffentlichung: 10. September 2009 Verkäufe: + 15.817 |
| 2009 | Hengitän - Special edition   | FI28 (3 Wo.)FI |                                                             |
| 2010 | Kaunis kaaos                 | FI2 Platin · (31 Wo.)FI | Erstveröffentlichung: 14. Oktober 2010 Verkäufe: + 24.062   |
| 2011 | Minun jouluni 2              | FI5 Gold · (10 Wo.)FI | Erstveröffentlichung: 31. Oktober 2011 Verkäufe: + 19.457   |
| 2013 | Toisenlainen tie             | FI2 (20 Wo.)FI | 22. März 2013                                               |
| 2015 | En kommentoi                 | FI1 Platin · (181 Wo.)FI | Erstveröffentlichung: 22. Mai 2015 Verkäufe: + 22.768       |
| 2016 | Top 10                       | FI43 (4 Wo.)FI |                                                             |
| 2017 | Anatude                      | FI1 (120 Wo.)FI | Erstveröffentlichung: 15. September 2017                    |
| 2019 | Valittu kansa                | FI1 (41 Wo.)FI | Erstveröffentlichung: 7. Februar 2019                       |
| 2021 | Master Workout               | FI1 (24 Wo.)FI | Erstveröffentlichung: 19. Februar 2021                      |
| 2023 | Sisään ja ulos               | FI1 (12 Wo.)FI | Erstveröffentlichung: 16. Juni 2023                         |

### Singles
| Jahr | Titel Album                                        | Höchstplatzierung, Gesamtwochen, AuszeichnungChartsChartplatzierungen (Jahr, Titel, Album, Platzierungen, Wochen, Auszeichnungen, Anmerkungen) | Anmerkungen                                                |
| Jahr | Titel Album                                        | FI | Anmerkungen                                                |
| --- | -------------------------------------------------- | --- | ---------------------------------------------------------- |
| 2004 | En halua tietää Ensimmäinen                        | FI1 Gold · (9 Wo.)FI | Verkäufe: + 8.137                                          |
| 2004 | Yritä ymmärtää / Boom Boom Ensimmäinen             | FI3 (8 Wo.)FI |                                                            |
| 2005 | Tyhjä huone Antti Tuisku                           | FI1 (8 Wo.)FI |                                                            |
| 2005 | Lämmin lumi peittää maan Minun jouluni             | FI12 (9 Wo.)FI | Charteinstieg 2018, Höchstplatzierung 2025                 |
| 2006 | Sekaisin New York                                  | FI2 (13 Wo.)FI |                                                            |
| 2009 | Juuret Hengitän                                    | FI1 Gold · (18 Wo.)FI | Verkäufe: + 8.614                                          |
| 2009 | Viilto Hengitän                                    | FI12 (1 Wo.)FI |                                                            |
| 2010 | Hyökyaalto Kaunis kaaos                            | FI13 (7 Wo.)FI |                                                            |
| 2015 | Peto on irti En kommentoi                          | FI5 (3 Wo.)FI | Erstveröffentlichung: 20. Februar 2015                     |
| 2015 | Keinutaan En kommentoi                             | FI3 (20 Wo.)FI | feat. Villegalle                                           |
| 2015 | Sata salamaa Vain elämää - kausi 4 päiva           | FI1 (12 Wo.)FI | Erstveröffentlichung: 19. September 2015                   |
| 2015 | Pojat Vain elämää - kausi 4 päiva                  | FI8 (4 Wo.)FI |                                                            |
| 2015 | Party (Papiidipaadi) En kommentoi (Deluxe)         | FI1 (9 Wo.)FI | Erstveröffentlichung: 15. Dezember 2015 feat. Nikke Ankara |
| 2016 | Pyydä multa anteeks kunnolla En kommentoi (Deluxe) | FI2 (9 Wo.)FI | Erstveröffentlichung: 26. Februar 2016                     |
| 2016 | Suurin fani En kommentoi (Deluxe)                  | FI12 (1 Wo.)FI | Erstveröffentlichung: 20. April 2016                       |
| 2017 | Mä hiihdän Anatude                                 | FI2 (3 Wo.)FI | Erstveröffentlichung: 28. Januar 2017                      |
| 2017 | Rahan takii Anatude                                | FI1 (10 Wo.)FI | Erstveröffentlichung: 27. Februar 2017                     |
| 2017 | Hanuri Anatude                                     | FI1 (12 Wo.)FI | Erstveröffentlichung: 30. Mai 2017 feat. Boyat             |
| 2017 | Aamukuuteen Anatude                                | FI1 (12 Wo.)FI | Erstveröffentlichung: 18. August 2017 feat. Erin           |
| 2017 | Tragedia Anatude                                   | FI3 (4 Wo.)FI | Erstveröffentlichung: 12. September 2017                   |
| 2017 | Swäg Anatude                                       | FI5 (2 Wo.)FI | Erstveröffentlichung: 14. September 2017 feat. JVG         |
| 2018 | Vedän sut henkeen –                                | FI1 (4 Wo.)FI | Erstveröffentlichung: 2. Februar 2018                      |
| 2018 | Kumikpuki –                                        | FI5 (2 Wo.)FI |                                                            |
| 2019 | Joku raja –                                        | FI4 (4 Wo.)FI | Erstveröffentlichung: 13. September 2019                   |
| 2019 | Minun suomeni Erstveröffentlichung:                | FI6 (2 Wo.)FI | Erstveröffentlichung: 27. September 2019                   |
| 2019 | Supervoimii Vain elämää - kausi 10 toinen kattaus  | FI7 (3 Wo.)FI | Erstveröffentlichung: 11. Oktober 2019                     |
| 2021 | Treenaa Master Workout                             | FI1 (5 Wo.)FI | Erstveröffentlichung: 1. Januar 2021                       |
| 2021 | Kipee Master Workout                               | FI4 (2 Wo.)FI | Erstveröffentlichung: 17. Februar 2021                     |
| 2021 | Huonoja ideoita –                                  | FI12 (2 Wo.)FI | Erstveröffentlichung: 22. Oktober 2021 mit Erika Vikman    |
| 2022 | Koti Sisään ja ulos                                | FI4 (3 Wo.)FI | Erstveröffentlichung: 4. März 2022                         |
| 2023 | Baila por mi Sisään ja ulos                        | FI11 (5 Wo.)FI | Erstveröffentlichung: 24. März 2023                        |
| 2023 | Auto jää Sisään ja ulos                            | FI6 (8 Wo.)FI | Erstveröffentlichung: 28. April 2023 featuring Käärijä     |
| 2023 | Tähdet Sisään ja ulos                              | FI34 (1 Wo.)FI | Erstveröffentlichung: 16. Juni 2023                        |
| Folgende Lieder erschienen nicht als Single, wurden aber durch das Album zum Download und Streaming bereitgestellt und konnten somit eine Platzierung erlangen: |                                                    | |                                                            |
| |                                                    | |                                                            |
| 2020 | Valittu kansa                                      | FI1 (3 Wo.)FI |                                                            |
| 2020 | Häitä ja hautajaisii Valittu kansa                 | FI5 (2 Wo.)FI |                                                            |
| 2020 | Jesse on mun frendi Valittu kansa                  | FI8 (1 Wo.)FI |                                                            |
| 2020 | Kerran vuodes kirkkoon Valittu kansa               | FI9 (1 Wo.)FI |                                                            |
| 2020 | Bailantai Valittu kansa                            | FI11 (1 Wo.)FI |                                                            |
| 2020 | Jumalan kämmenellä Valittu kansa                   | FI13 (1 Wo.)FI |                                                            |
| 2020 | Pyhä kosketus Valittu kansa                        | FI14 (1 Wo.)FI |                                                            |
| 2020 | Mistä minä tiedän Valittu kansa                    | FI16 (1 Wo.)FI |                                                            |
| 2020 | Pidä tunkkis Valittu kansa                         | FI19 (1 Wo.)FI |                                                            |

Weitere Singles
- 2004: Kahdestaan (feat. Jenni Vartiainen)
- 2005: Läpi jään / Yksityinen
- 2006: Valo
- 2006: Levoton
- 2006: Tunturibiisi
- 2007: Hyppää kyytiin (feat. Mariska)
- 2007: Ei aikaa
- 2007: Marraskuu
- 2007: Valovuodet (varjosi jäi)
- 2009: En kiellä
- 2010: Atlantti
- 2010: Hyökyaalto - The Remixes
- 2011: Yksinäinen